# Pułk Asturias

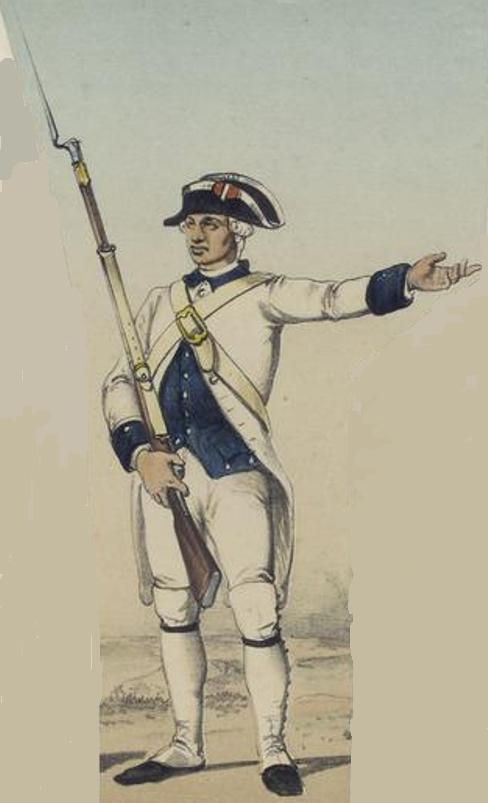
strzelec z pułku Asturii z 1780 roku

Regimiento de Infantería Mecanizada "Asturias" nº 31 hiszp. pułk piechoty zmechanizowanej "Asturia" nr 31.
Obecną nazwę pułk nosi od 1965 roku. Założony został jako Tercio de Asturias 6 lipca 1703. Od roku 1707 zwany: Regimiento de Infantería Asturias nº 14. Numer 31 zyskał w 1841 roku.
Nowy pułk Filip V Burbon zaangażował do obrony swej sprawy w czasie wojny sukcesyjnej hiszpańskiej (1700-1714). W Galicji walczył z Portugalią. Potem walczył w Italii by wrócić w 1714 pomagać zdobyć miasto Barcelona.
W 1732 brał udział w wyprawie na Oran, port w rękach Turków od roku 1708.
W roku 1744 walczył w bitwie pod Monte Albano przeciw Austriakom. W 1746 w Orzolengho musiał się poddać otoczony przez przeważające siły wroga.